# Weltleitmesse
Eine Weltleitmesse oder Leitmesse ist eine Messe, die innerhalb ihrer Branche als international führende Leistungsschau gilt und damit den wichtigsten Branchentreff darstellt. Viele Unternehmen nutzen diese Messen, um ihre neuen Produkte oder Dienstleistungen der Öffentlichkeit vorzustellen, da diesen durch die erhöhte Medienpräsenz eine größere Aufmerksamkeit zukommt.
Ein Großteil der Weltleitmessen sind reine Fachmessen, zu denen nur Fachbesucher mit einer entsprechenden Einladung oder Akkreditierung Zutritt haben. Auch kleine Messen mit nur wenigen tausend Besuchern können als Leitmessen fungieren. Meist finden parallel zu diesen Leitmessen Kongresse oder Symposien statt.

## Weltleitmessen in Deutschland (Auswahl)
| Messe                                           | Ort               | Branche                                                       | Besucher | davon aus dem Ausland | Aussteller     | davon aus dem Ausland | Erhebungsjahr |
| ----------------------------------------------- | ----------------- | ------------------------------------------------------------- | -------- | --------------------- | -------------- | --------------------- | ------------- |
| Agritechnica                                    | Hannover          | Agrartechnik                                                  | 450.000  | 130.000               | 2820           | 1748                  | 2019          |
| Ambiente                                        | Frankfurt am Main | Konsumgüter                                                   | 136.000  | ?                     | 4.451          | 3.783                 | 2019          |
| Anuga                                           | Köln              | Ernährungswirtschaft                                          | 154.516  | 95.617                | 6409           | 5620                  | 2011          |
| Automechanika                                   | Frankfurt am Main | Automobilwirtschaft                                           | 153.837  | 84.161                | 4471           | 3645                  | 2010          |
| BAU                                             | München           | Architektur, Materialien und Systeme                          | 238.230  | 59.940                | 2010           | 521                   | 2011          |
| Bauma                                           | München           | Baumaschinen                                                  | 530.000  | >200.000              | 3.420          | 2.074                 | 2013          |
| BIOFACH                                         | Nürnberg          | Bioprodukte, Naturkosmetik und Wellness                       | 44.591   | 19.331                | 2.420          | 1.688                 | 2011          |
| Domotex                                         | Hannover          | Teppiche und weitere Fußbodenbeläge                           | 45.000   | 27.500                | 1441           | (aus 59 Ländern)      | 2016          |
| drupa                                           | Düsseldorf        | Druck- und Medientechnik                                      | 314.248  | 188.549               | 1.844          | 1.231                 | 2012          |
| electronica                                     | München           | Komponenten, Systeme und Anwendungen der Elektronik           | 73.189   | 36.387                | 2.725          | 1.728                 | 2014          |
| EMO Hannover                                    | Hannover          | Metallbearbeitung                                             | 138.651  | 36 %                  | 2.037          | (aus 41 Ländern)      | 2013          |
| Eurobike                                        | Frankfurt am Main | Fahrrad                                                       | 66.590   |                       | 1.900          |                       | 2023          |
| EuroBLECH                                       | Hannover          | Blechbearbeitung                                              | 60.500   |                       | 1.520          | (aus 39 Ländern)      | 2012          |
| EuroTier                                        | Hannover          | Tierhaltung und -management                                   | 160.000  | 38.000                | 2.445          |                       | 2012          |
| Fruit Logistica                                 | Berlin            | Frischfruchthandel                                            | 58.020   | 44.791                | 2.533          | 2.271                 | 2012          |
| Formnext                                        | Frankfurt am Main | Additive Fertigung                                            | 32.851   | 16.389                | 859            | 506                   | 2023          |
| Gamescom                                        | Köln              | Computerspiele                                                | 265.000  |                       | 1.100          | 75 %                  | 2022          |
| Hannover-Messe                                  | Hannover          | Industrie                                                     | 225.000  | 30 %                  | 6.500          | 60 %                  | 2017          |
| IFAT                                            | München           | Wasser-, Abwasser-, Abfall- und Rohstoffwirtschaft            | 124.200  | 49.840                | 2.938          | 1.155                 | 2012          |
| InnoTrans                                       | Berlin            | Schienenverkehrstechnik                                       | 106.600  | 53.936                | 2.243          | 1.244                 | 2010          |
| interlift                                       | Augsburg          | Aufzugstechnik                                                |          |                       |                |                       |               |
| Intersolar Europe                               | München           | Solarbranche                                                  | 58.707   | 30.707                | 803            | 525                   | 2022          |
| IAA Nutzfahrzeuge                               | Hannover          | Nutzfahrzeuge                                                 | 250.000  |                       | 2.066          | (aus 45 Ländern)      | 2014          |
| Internationale Dental-Schau                     | Köln              | Zahnmedizin und Zahntechnik                                   | 160.095  | 91.886                | 2.328          | 1703 (aus 64 Länd.)   | 2019          |
| Internationale Funkausstellung                  | Berlin            | Unterhaltungselektronik                                       |          |                       |                |                       |               |
| Internationale Grüne Woche Berlin               | Berlin            | Agrarsektor                                                   |          |                       |                |                       |               |
| Internationale Tourismus-Börse Berlin           | Berlin            | Tourismus                                                     | 132.348  | 34.225                | 7.276          | 5.680                 | 2012          |
| Interpack                                       | Düsseldorf        | Verpackungsmaschinen                                          | 165.141  | 98.259                | 2.703          | 1.899                 | 2011          |
| Interschutz                                     | Hannover          | Rettungsdienst, Brand- bzw. Katastrophenschutz und Sicherheit | 157.000  |                       | 1.500          | (aus 51 Ländern)      | 2015          |
| IPM ESSEN                                       | Essen             | Gartenbau                                                     | 59.578   | 20.197                | 1.515          | 912                   | 2012          |
| K                                               | Düsseldorf        | Kunststoff- und Kautschuk-Industrie                           | 222.486  | 126.595               | 3.094          | 2.022                 | 2010          |
| Light + Building                                | Frankfurt am Main | Licht- und Gebäudetechnik                                     | 195.582  | 86.815                | 2.302          | 1.399                 | 2012          |
| LIGNA                                           | Hannover          | Holzverarbeitung und Holzbearbeitung                          | 96.000   |                       | 1567           | (aus 50 Ländern)      | 2015          |
| photokina                                       | Köln              | Foto und Imaging                                              | 125.054  | 28.387                | 899            | 585                   | 2010          |
| R + T                                           | Stuttgart         | Rollladen, Tore und Sonnenschutz                              | 58.080   | 29.040                | 816            | 538                   | 2012          |
| SMM                                             | Hamburg           | Schiffbau, Werfttechnologie und Meerestechnik                 | 47.604   | 15.043                | 1.993          | 1.305                 | 2010          |
| Spielwarenmesse International Toy Fair Nürnberg | Nürnberg          | Spielwaren                                                    | 76.055   | 41.734                | 2.776          | 1.913                 | 2012          |
| The Smarter E Europe                            | München           | Energiewirtschaft                                             | 106.189  | 56.168                | 2.466          | 1.707                 | 2023          |
| WindEnergy Hamburg                              | Hamburg           | Windenergie                                                   | 33.000   |                       | mehr als 1.250 |                       | 2014          |

## Ehemalige Weltleitmessen in Deutschland (Auswahl)
- CEBIT, Hannover, fand von 1986 bis 2018 jährlich statt. Weltweit größte Messe für Informationstechnik, 2012: 311.579 Besucher, davon 51.099 aus dem Ausland; 3.573 Aussteller, davon 1.711 aus dem Ausland
- Die Bread & Butter fand von 2001 bis 2018 in Köln, Barcelona und Berlin statt und galt als Leitmesse für Urban Streetwear
- CeMAT, Hannover fand von 2005 bis 2018 alle zwei Jahre statt. Weltweit größte Messe für Intralogistik,